# Chiềng Pằn
Chiềng Pằn là một xã thuộc huyện Yên Châu, tỉnh Sơn La, Việt Nam.
Xã Chiềng Pằn có diện tích 39,28 km², dân số năm 1999 là 3455 người, mật độ dân số đạt 88 người/km².